# Технополіс (торговельна мережа)
Технополіс  — у минулому торгова мережа технологічних супермаркетів (техномаркетів) в Україні, заснована у квітні 2003 року. У 2013 році власник компанії «Технополіс», Віктор Поліщук, купив іншу торговельну мережу — «Ельдорадо». Після об'єднання, новий власник об'єднаної мережі вирішив закрити бренд «Технополіс» та залишити лише бренд «Ельдорадо».

## Історія «Технополісу»

### Заснування та перші роки (2003—2013)

«Технополіс» у Тернополі. 2011 рік.

Історія «Технополісу» розпочалася у квітні 2003 року з відкриттям у Києві магазину побутової техніки нового на той час в Україні формату — гіпермаркету площею понад 3000 м². Завдяки цьому, в магазині вдалося сформувати максимально широкий асортимент техніки, щоб кожен покупець знайшов все, що потрібно, під одним дахом. Нові крамниці знайшли своїх прихильників, компанія постійно розвивалася, мережа розширювалася та за кілька років увійшла до лідерів ринку. Разом з розвитком і накопиченням досвіду росли й стандарти роботи магазинів та обслуговування споживачів. Підтвердженням цього стало дослідження Всеукраїнської громадської організації «Якість життя», за результатами якого «Технополіс» став лідером за рівнем обслуговування та сервісу у 2009 р.
2011 — вже на початку року мережа «ТЕХНОПОЛІС» розширюється завдяки новим відкритим магазинам в Артемівську, Києві, Борисполі, Запоріжжі, Кременчуці, Прилуках, Маріуполі, Донецьку, Львові, Кам'янець-Подільському, Дружківці, Сумах, Кривому Розі, Новій Каховці.

## Злиття «Технополіса» та «Ельдорадо» (2013)
На момент об'єднання з мережею «Ельдорадо» «Технополіс» налічувала 65 магазин в 36-и містах усіх регіонів України та входили до четвірки лідерів ринку побутової техніки та електроніки. Генеральним директором мережі «Технополіс» на момент об'єднання з мережею «Ельдорадо» була Наталя Кокадій.

## Власник
Власником мережі є Віктор Поліщук.